# شرق بروميتش الغربية (دائرة انتخابية في المملكة المتحدة)
شرق بروميتش الغربية (بالإنجليزية: West Bromwich East)‏ هي إحدى الدوائر الانتخابية في المملكة المتحدة الممثلة في مجلس العموم في برلمان المملكة المتحدة.
عضو البرلمان الذي يمثلها حالياً هو :Mr Tom Watson (Lab).